# Erateina zoraida
Erateina zoraida là một loài bướm đêm trong họ Geometridae.